# Закон про надання Гаваям статусу штату
Закон про надання Гаваям статусу штату (закон 86–3 [Архівовано 25 лютого 2021 у Wayback Machine.], статут 4, введений в дію 18 березня 1959) — закон проголосований Конгресом США та підписаний Президентом США Дуайтом Ейзенхауером, який ліквідував Територію Гаваї і утворив на її місці Штат Гаваї, що став 50-им штатом прийнятим до союзу. Гаваї офіційно стали штатом 21 серпня 1959 року. Це є поки що останній штат прийнятий до союзу, наступним, найімовірніше, буде Пуерто-Рико.
До 1959 року Гаваї були організованою інкорпорованою територією США. В 1946 році Організація Об'єднаних Націй внесла Гаваї до списку територій без самоуправління під юрисдикцією США (резолюція 55(I) від 1946-12-14). Також в цьому списку були Територія Аляска, Американське Самоа, Гуам, Пуерто-Рико та Американські Віргінські Острови.
Перед наданням Гаваям статусу штату, там відбувся референдум з цього питання. Тоді населення території складало близько 600 000, з них 155 000 були зареєстрованими виборцями. У референдумі взяли участь 140 000 громадян, найбільша явка за всю історію Гаваїв. З них 93 % висловились за отримання статусу штату, і лише 8 000 осіб висловились проти.

## Противники надання статусу штату
Надання Гаваям статусу штату не відбулось без супротиву. Деякі корінні гавайці протестували проти переходу Гаваїв у статус штату. До 1959 року, багато законопроєктів про утворення штату були відхилені на слуханнях у Конгресі з початку 1900-х років. Існували побоювання щодо утворення штату, який би керувався етнічною меншістю, а саме американцями азійського походження, яких на Гаваях багато. Деякі законодавці були стурбовані приєднанням жителів Гаваїв до Сполучених Штатів, зважаючи на протести та, можливо, їхню подвійну лояльність.
Коли делегатом до Конгресу від Території Гаваї був обраний Джон Ентоні Бьорнс з Гавайської демократичної партії, багато південних лідерів стверджували що обрання Бьорнса є свідченням того, що Гаваї є осередком комунізму. Бьорнс в 1959 році висловився щодо перешкод до набуття Гаваями статусу штату, і в цьому висловленні він зробив більший акцент на протидію статусу штату на самих островах, а не у Вашингтоні:
|  | Причина того, що Гаваї не стали штатом, скажімо, десять років тому, і можна без особливого перебільшення сказати що і шістдесят років тому, знаходиться не в Конгресі, а в самих Гаваях. Найефективніша опозиція до набуття статусу штату завжди походила із самих Гаваїв. Здебільшого вона залишалась під прикриттям і йшла під іншими прапорами. Така опозиція не могла дозволити розкрити себе, оскільки це було рішуче проти інтересів та бажань народу Гаваїв. |

### Південні законодавці
Бьорнс здійснював енергійне лобіювання серед своїх колег, переконуючи їх, що засновані на расі доводи є несправедливими, а звинувачення, що симпатики комуністів контролюють Гаваї, помилкові. Бьорнс особливо наполегливо працював над переконуванням південних демократів, під лідерством Ліндона Джонсона, які блокували будь-які законопроєкти про надання Гаваям статусу штату. Коли делегатка від Гаваїв Елізабет Фаррінгтон покидала свою посаду, вона сказала «звісно, Ліндон Джонсон не є другом для статусу штату». Фаррінгтон додала що «Було 22 випадки, коли він голосував проти нас. Він робив все що міг, оскільки він представляв південну расову опозицію». За її словами, Джонсон побоювався що Гаваї делегуватимуть сенаторів і представників до Конгресу, які будуть протистояти расовій сегрегації. Джонсон відстоював расову сегрегацію, попри інші його дії на користь громадянських прав афроамериканців. Пізніше Джонсон передумав і проголосував за надання статусу штату Гаваям.

### Аліс Камокіла Кемпбелл
На самих Гаваях найбільш видним опозиціонером до набуття Гаваями статусу штату була сенаторка територіальної легіслатури Аліс Камокіла Кемпбелл. Під час 53-іх роковин повалення Гавайського королівства, 17 січня 1946 року сенаторка виголосила промову перед об'єднаним конгресійним комітетом присланим щоб вивчити питання щодо надання статусу штату. Аліс Камокіла Кемпбелл виголошувала промову в Палаці Іолані перед невеличким скупченням людей у приблизно 600 осіб, її промову супроводжували часті аплодисменти. Вона заявила:
|  | Я не відчуваю... що ми маємо втрачати традиційні права привілеї корінних жителів наших островів лише задля декількох голосів у Конгресі, що ми, ті хто любить Гаваї, повинні пожертвувати своїм первісним правом через жадібність чужинців до наших берегів, що ми маємо задовольнити спрагу до влади і контролю для деяких пихатих індустріалістів і політиків, які ховаються під маскою друзів Гаваїв, але все ще жадібно споглядаючи на кнопку фінансового і політичного тиску, яка підкорить народ наших островів. |

В 1947 році сенаторка відкрила Антиштатний інформаційний центр, де вона збирала «інформацію проти статусу штату, звіти та аргументи для Конгресу». 29 березня 1949 вона добилася судового рішення яке змусило Гавайську комісію із статусу штату припинити витрачати публічні кошти на лобіювання статусу штату, визнавши нечинним лише один розділ із закону, за яким ця комісія була утворена.

## Територія нового штату
Територія нового штату Гаваї була визначена в законі так:
Штат Гаваї має складатися з усіх островів, разом з їхніми прилеглими рифами і територіальними водами, які входили до Території Гаваї на день введення в дію цього закону, за виключенням атолу Пальміра, разом з його прилеглими рифами і територіальними водами. Також не мають включатися до території штату атол Мідвей, атол Джонстон, острів Сенд (поруч із атолом Джонстон) або риф Кінгмен, разом з їхніми прилеглими рифами і територіальними водами.